# Wang Liuyi
Pour les articles homonymes, voir Wang.
Wang Liuyi (en chinois : 王柳懿), née le 16 janvier 1997, est une nageuse synchronisée chinoise, championne du monde en duo technique en 2022.
Lors des championnats du monde, elle nage avec sa sœur jumelle Wang Qianyi  Elles remportent deux fois la médaille d'or en duo technique.

## Palmarès

### Championnats du monde de natation
- 2024 à Doha,  Qatar
  -  Médaille d'or en en duo technique
- 2022 à Budapest  Hongrie
  -  Médaille d'or en en duo technique